# Maratona di Zurigo

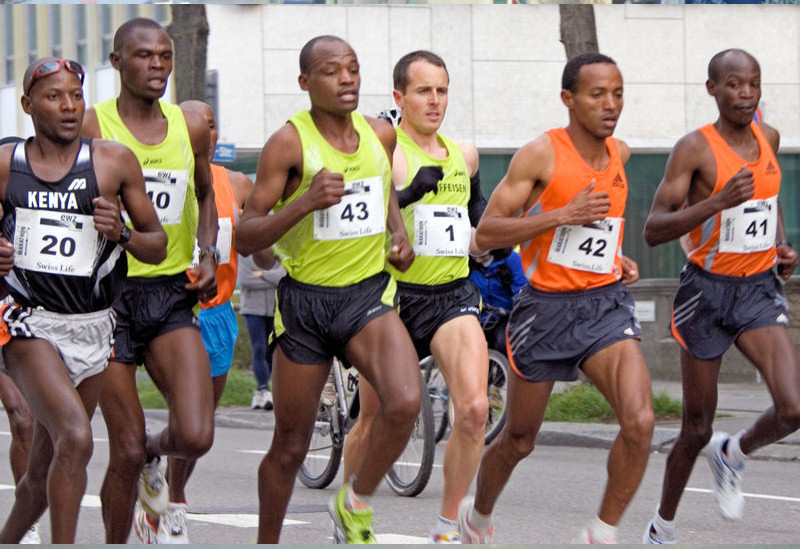
Gruppo dei vincitori della Maratona di Zurigo del 2007

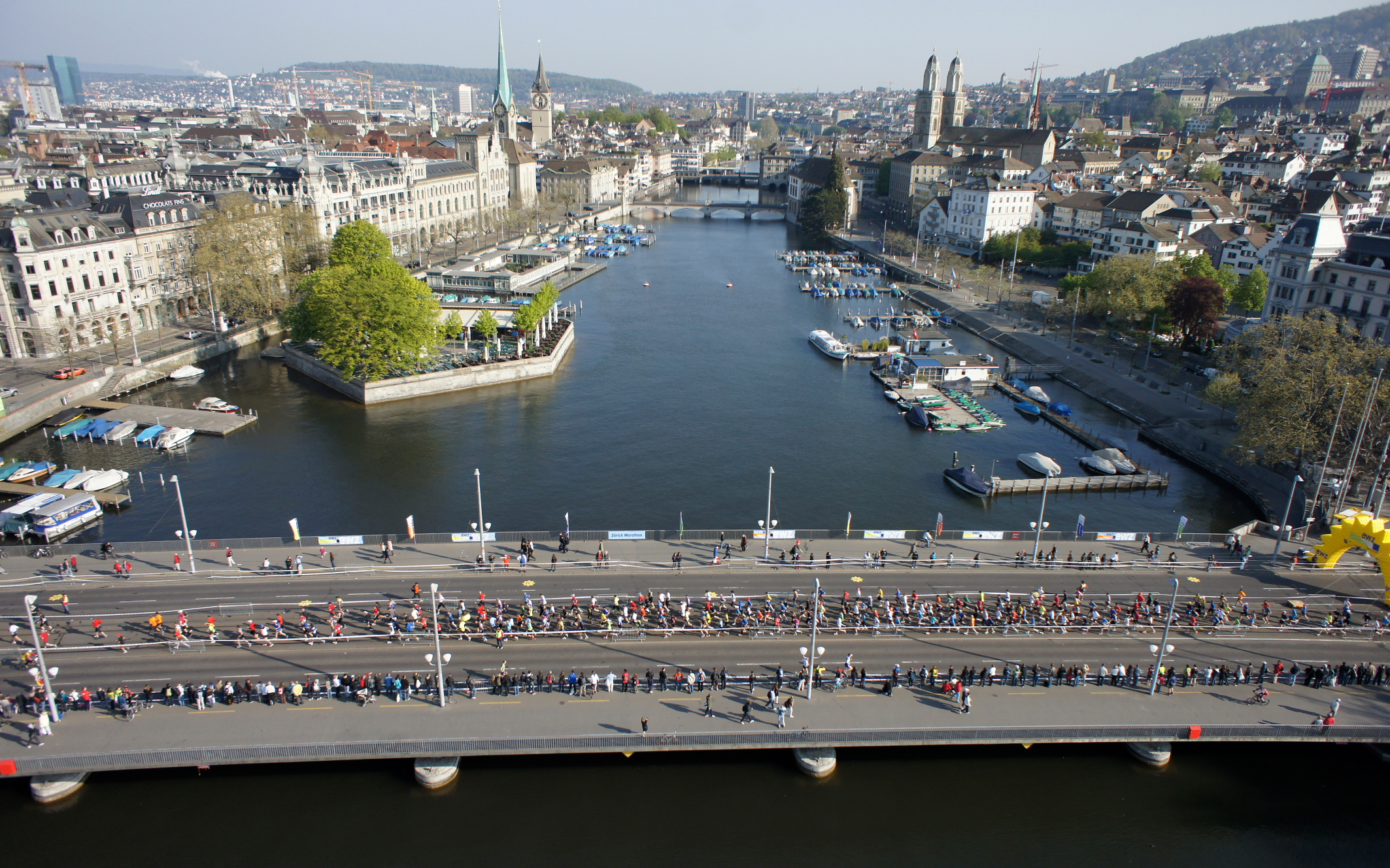
Maratona di Zurigo del 2011: veduta aerea del ponte Quaibrücke presso Bellevue

La Maratona di Zurigo è una maratona che si svolge in Svizzera. Essa ha luogo annualmente nel mese di aprile, a partire dall'anno 2003. La partenza e l'arrivo della corsa si trovano a Mythenquai, all'altezza del porto di Enge nella città di Zurigo.

## Percorso
La Maratona di Zurigo si svolge prevalentemente lungo il lago di Zurigo ed ha il punto di svolta a Meilen. Gli ultimi chilometri consistono in un percorso a zigzag attraverso la città di Zurigo, percorso modificato nel 2007 con la riduzione del numero dei cambi di direzione.
Il percorso della Maratona di Zurigo è misurato ufficialmente in conformità alle regole dell'AIMS e dell'IAAF.

## Statistiche

### Record assoluti
- Maschile: 2h07'45", Tadesse Abraham (ERI), 2013
- Femminile: 2h25'44", Lisa Christina Stublić (CRO), 2013

### Albo d'oro
| Data           | Uomo                       | Tempo (h) | Donna                        | Tempo (h) |
| -------------- | -------------------------- | --------- | ---------------------------- | --------- |
| 24 aprile 2016 | Yūki Kawauchi (JAP)        | 2h12'03"  | Daniela Aeschbacher (SUI)    | 2h47'39"  |
| 19 aprile 2015 | Edwin Kemboi Kiyeng (KEN)  | 2h11'34"  | Yoshiko Sakamoto (JAP)       | 2h37'46"  |
| 6 aprile 2014  | Lemi Berhanu (ETH)         | 2h10'39"  | Mona Stockhecke (GER)        | 2h34'03"  |
| 7 aprile 2013  | Tadesse Abraham -2-        | 2h07'45"  | Lisa Christina Stublić (CRO) | 2h25'44"  |
| 22 aprile 2012 | Franklin Chepkwony (KEN)   | 2h10'58"  | Workenesh Tola (ETH)         | 2h31'24"  |
| 17 aprile 2011 | John Kyalo Kyui (KEN)      | 2h10'00"  | Switlana Stanko (UKR)        | 2h33'25"  |
| 11 aprile 2010 | David Kiprono Langat (KEN) | 2h11'04"  | Olga Rossejewa -2-           | 2h35'44"  |
| 26 aprile 2009 | Tadesse Abraham (ERI)      | 2h10'09"  | Olga Rossejewa (RUS)         | 2h32'18"  |
| 20 aprile 2008 | Oleg Kulkow (RUS)          | 2h11'16"  | Tadelesh Birra (ETH)         | 2h32'09"  |
| 1 aprile 2007  | Viktor Röthlin -2-         | 2h08'20"  | Nina Podnebesnowa (RUS)      | 2h37'00"  |
| 9 aprile 2006  | Tesfaye Eticha -2-         | 2h12'40"  | Jelena Tichonowa (RUS)       | 2h39'53"  |
| 3 aprile 2005  | Stanley Leleito (KEN)      | 2h10'17"  | Claudia Oberlin (SUI)        | 2h34'39"  |
| 4 aprile 2004  | Viktor Röthlin (SUI)       | 2h09'56"  | Annemette Jensen (DEN)       | 2h30'07"  |
| 13 aprile 2003 | Tesfaye Eticha (ETH)       | 2h10'59"  | Karina Szymańska (POL)       | 2h33'28"  |